# Tachina lueola
Tachina lueola là một loài ruồi trong họ Tachinidae.